# Vlakvormig landschapselement

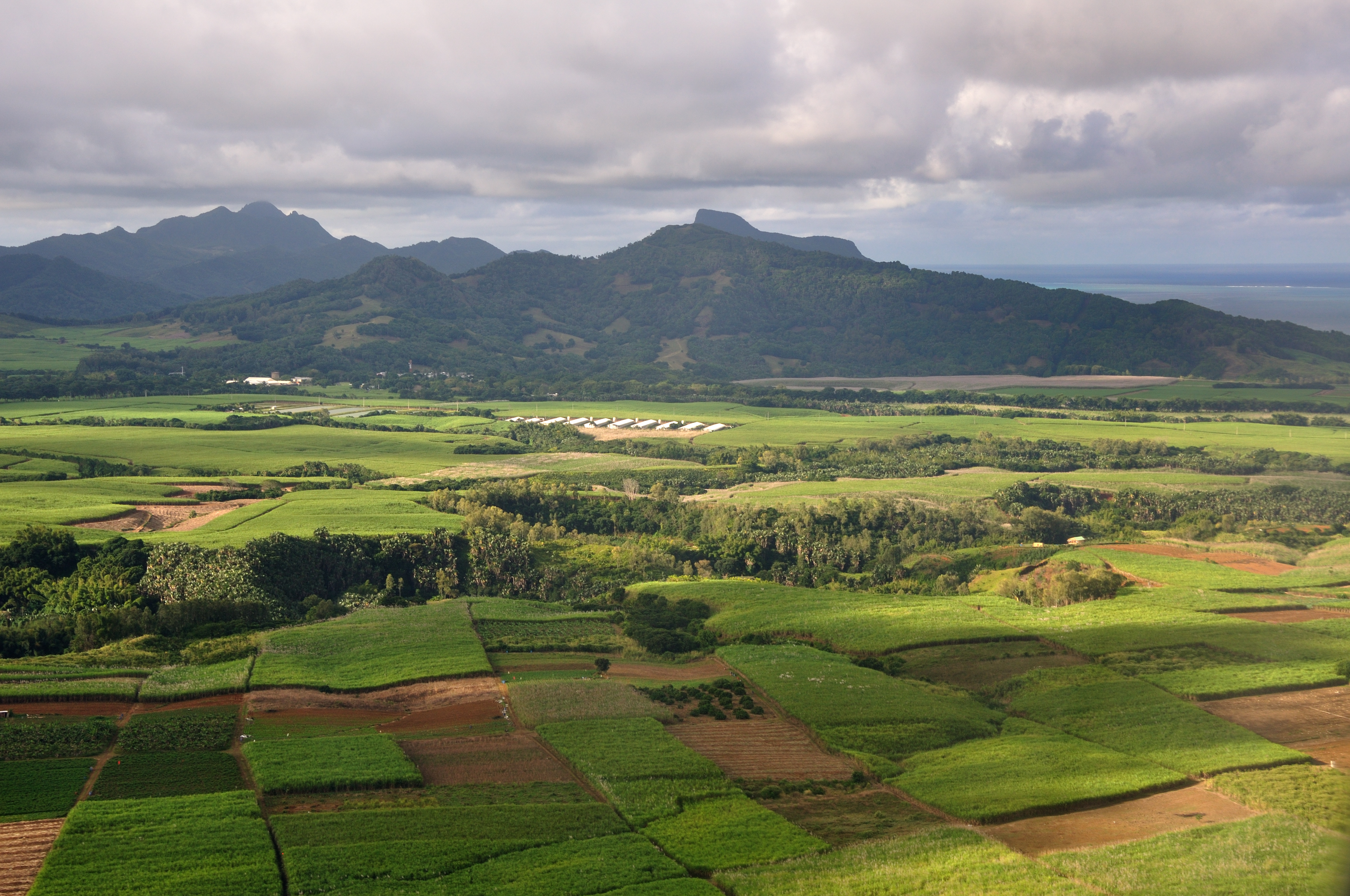
Landschap met verscheidene voorbeelden van vlakvormige landschapselementen waaronder akkers, weilanden en bossen..

Een vlakvormig landschapselement ofwel vlakdekkend landschapselement is een begrip uit de geografie waarmee een landschapselement met een vlakvormige, veelhoekige of cirkelachtige verschijningsvorm wordt bedoeld. In geografische informatiesystemen zijn vlakvormige landschapselementen vaak vectordata.

## Cultuurlandschap
In cultuurlandschappen zijn vlakvormige landschapselementen vaak scherp begrenst. In het onderstaande overzicht staan verscheidene voorbeelden van vlakvormige landschapselementen van antropogene oorsprong.
- akkers
- begraafplaatsen
- boomgaarden
- boomweiden
- droogmakerijen
- geestgronden
- groeven
- kleiputten
- petgaten
- weilanden
- zandgaten

## Natuurlandschap
In natuurlandschappen zijn vlakvormige landschapselementen bijna nooit zo recht begrenst als dat zij in cultuurlandschappen (kunnen) zijn. In het onderstaande overzicht staan verscheidene voorbeelden van vlakvormige landschapselementen van natuurlijke oorsprong.
- bosweiden
- hoogvlakten
- kommen
- meren
- rietlanden
- riviervlakten
- zoutvlakten